# 館町 (八王子市)
館町（たてまち）は、東京都八王子市の地名。丁番を持たない単独町名であり、住居表示未実施区域。郵便番号は193-0944（八王子南郵便局管区）。

## 地理
八王子市西南部に位置する。陵南地域の中心でありUR都市機構が開発した館ヶ丘団地やゆりのき台団地などの団地やトヨタ東京自動車大学校、拓殖大学八王子キャンパス、穎明館中学・高等学校、教育特区の高尾山学園などの学校が多くを占めている。
東で寺田町、南で町田市相原町、西で初沢町、北で狭間町・椚田町と隣接する。
浅川支流である湯殿川の源流がある。

### 地価
住宅地の地価は、2024年（令和6年）1月1日の公示地価によれば、館町298番8の地点で12万6000円/m2となっている。

## 歴史

### 地名の由来
鎌倉景正や近藤綱秀の館があったことに由来している。

### 沿革
- 1000年中頃から鎌倉景正が御霊神社（社伝によると、当時は御霊谷戸（現元八王子）に在ったとも）に本拠を構えていることから周囲に住居があったことが窺える。
- 1062年（康平5年）頃、前九年の役に従軍した横山党が大日如来像を龍見寺の大日堂に安置している。
- 1573年（天正元年）近藤綱秀が浄泉寺を創建する。
- 1889年（明治22年）4月1日 神奈川県南多摩郡散田村、下長房村、下椚田村、館村、寺田村、大船村が合併し横山村が成立する。
- 1893年（明治26年）4月1日 南多摩郡が北多摩郡、西多摩郡とともに東京府へ編入する。
- 1943年（昭和18年）7月1日 東京都制施行。
- 1947年（昭和22年）頃まで国鉄浅川駅から2023年現在の拓殖大学がある場所まで中島飛行機の貨物専用の線路が引かれていた[7]。
- 1955年（昭和30年）4月1日 元八王子村、恩方村、川口村、加住村、由井村とともに八王子市へ編入する。
- 1975年（昭和50年）3月頃 館ヶ丘団地の入居がはじまる。

## 世帯数と人口
2017年（平成29年）12月31日現在の世帯数と人口は以下の通りである。
| 町丁 | 世帯数    | 人口     |
| ---- | --------- | -------- |
| 館町 | 6,035世帯 | 11,800人 |

## 小・中学校の学区
市立小・中学校に通う場合、学区は以下の通りとなる。
| 番地 | 小学校                   | 中学校               | 通学許可校               |
| --- | ------------------------ | -------------------- | ------------------------ |
| 190〜202番地 | 八王子市立椚田小学校     | 八王子市立椚田中学校 |                          |
| 1〜172番地、177〜179番地 184番地、203〜302番地 305〜345番地、1916〜1922番地 1943〜2299番地、2301〜2350番地 2367〜2373番地             | 八王子市立横山第一小学校 | 八王子市立椚田中学校 |                          |
| 303〜304番地、346〜456番地 1181〜1221番地 1223〜1915番地、1923〜1942番地 2300番地、2351〜2366番地 2374〜2808番地                      | 八王子市立横山第一小学校 | 八王子市立館中学校   |                          |
| 457番地〜634番地2、635〜638番地 639番地2〜640番地1 640番地4〜7、9〜10 641〜648番地、697〜698番地 700〜704番地、706番地 1159〜1174番地 | 八王子市立館小学校       | 八王子市立館中学校   | 八王子市立横山第一小学校 |
| その他 | 八王子市立館小学校       | 八王子市立館中学校   |                          |

## 交通

### 路線バス
- JR八王子駅・京王八王子駅または高尾駅南口から館ヶ丘団地までを結ぶバスが運行されている。
- めじろ台駅から和田を経由してゆりのき台までを結ぶバスが運行されている。平日朝のみ、椚田北経由の便も運行されている。
  - 上記の路線は2014年4月まで、前者は京王電鉄バス八王子営業所が、後者は京王バス南・南大沢営業所が運行していたが、2023年現在はどちらも京王バス南・高尾営業所が運行している。

### 道路
- 東京都道173号上館日野線（北野街道）
- 東京都道47号八王子町田線（町田街道）
- 建設中（八王子南バイパス）

### 行政
- 館事務所
- 館清掃事業所
- 児童館
- 館ケ丘児童館（館ケ丘団地内）
- 地域子ども家庭支援センター館
- 八王子市高齢者あんしん相談センター館

### 郵便局
- 八王子館町郵便局（館ケ丘団地内）
- 八王子椚田郵便局（椚田町）
- 八王子狭間通郵便局（狭間町）

### 警察
- 高尾警察署舘ヶ丘駐在所
- 高尾警察署館駐在所

### 消防
- 八王子市消防団第9分団9部

### 教育
- 幼稚・保育
  - 東京ゆりかご幼稚園
  - たてまち幼稚園
  - まごころ保育園（館ケ丘団地内）

- 小学校
  - 八王子市立横山第一小学校

- 小中一貫校
  - 八王子市立館小中学校（館ケ丘団地内）
  - 八王子市立高尾山学園（館ケ丘団地内）不登校特例校に指定されている。

- 中学校
  - 八王子市立椚田中学校
  - 穎明館中学校・高等学校

- 高等学校
  - 翔陽高等学校 - 都立館高校（2004年3月閉校）跡地に開校した。
  - 穎明館中学校・高等学校

- 専修学校
  - トヨタ東京自動車大学校
  - 八王子市立看護専門学校

- 大学
  - 拓殖大学八王子キャンパス

### 病院・医院

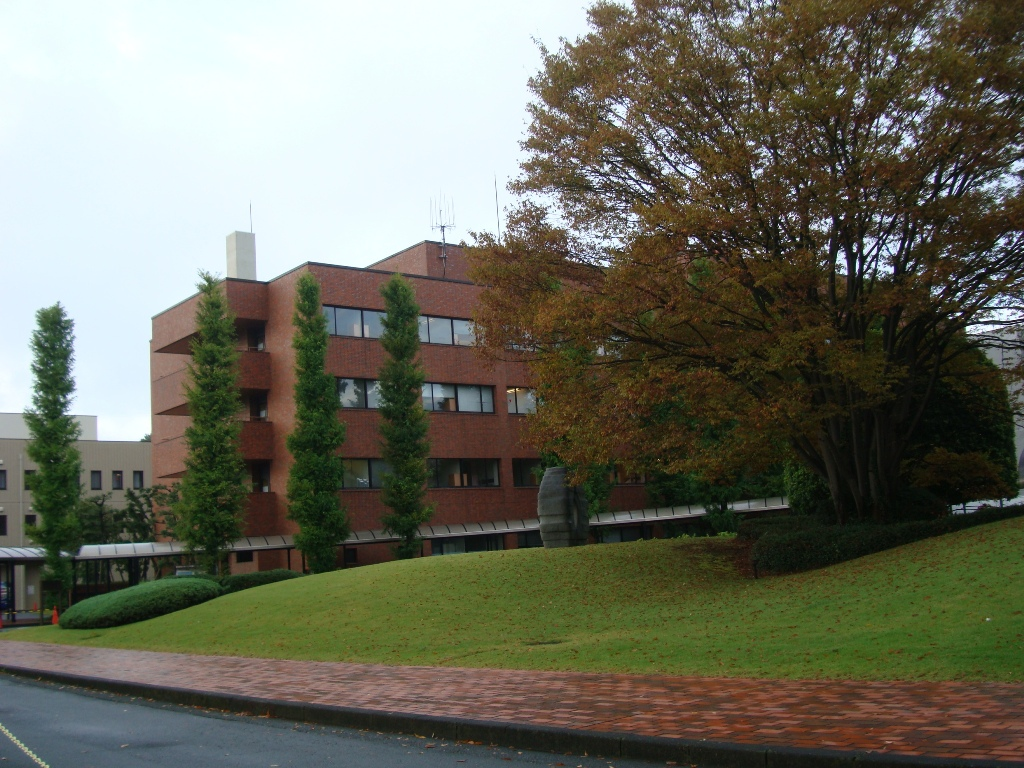
東京医科大学八王子医療センター

- 東京医科大学八王子医療センター
- 八王子恵愛病院
- 館ヶ丘クリニック

## 商業施設
- セブン-イレブン 八王子館町和田店
- セブン-イレブン 東京医科大学八王子医療センター店
- ファミリーマート 秀栄館町店
- BIG-A館ヶ丘団地店（館ヶ丘団地内）
- フードワンゆりのき台店（ゆりのき台団地内）
- スーパーアルプス はざま店（椚田町）
- ドン・キホーテ めじろ台店（椚田町）
- イトーヨーカドー 八王子店（狭間町）
- セブン-イレブン 八王子狭間町店（狭間町）
- ファッションセンターしまむら 狭間店（狭間町）
- スーパーバリュー 八王子高尾店（東浅川町）
- イーアス 高尾（東浅川町）
- TAIRAYA 東浅川店（東浅川町）

### 施設
- デイケアサービス 八王子心成苑
- 社会福祉法人 同胞援護婦人連盟
- 社会福祉センター こどものうち八栄寮

### 寺院・神社・霊園
- 浄泉寺（浄泉寺城跡）
- 龍見寺
- 臨済宗宝泉寺
- 宝泉寺別院
- 御霊神社
- 八王子南霊園
- 霊園 泉の郷

### 公園など
- つつみの池公園
- 上館公園
- ゆりのき台中央公園（ゆりのき台団地内）
- 殿入南公園（ゆりのき台団地内）
- 殿入西公園（ゆりのき台団地内）
- 殿入北公園（ゆりのき台団地内）
- 殿入中央公園 - 全長105メートル、高低差22メートルのローラースライダーが設置されている。
- 殿入中央公園テニスコート
- 館町湯殿川緑地